# Дмитренко Олексій Іванович
Олексій Іванович Дмитренко (нар. 28 липня 1953, місто Золоте, тепер Попаснянського району Луганської області) — український діяч, генеральний директор приватної фірми «Фелд», директор дочірнього підприємства «Фірма «Дайлєнко». Народний депутат України 2-го скликання.

## Біографія
У 1968—1971 роках — учень Полтавського будівельного технікуму.
У 1971—1976 роках — студент факультету автомобільних доріг Харківського автодорожнього інституту, інженер шляхів сполучення.
У 1976—1978 роках — головний інженер Кременського дорожнього ремонтно-будівельного управління Ворошиловградської області.
У 1978—1988 роках — начальник Антрацитівського районного дорожнього ремонтно-будівельного управління Ворошиловградської області.
У 1988—1991 роках — генеральний директор кооперативу «Інтеграл» (будівництво і ремонт доріг, випуск дорожньої техніки і будівельних матеріалів) Ворошиловградської (Луганської) області.
З 1991 року — генеральний директор приватної фірми «Фелд».
Народний депутат України 2-го демократичного скликання з .04.1994 (2-й тур) до .04.1998, Краснолуцький виборчий округ № 244, Луганська область. Член Комітету з питань економічної політики та управління народним господарством. Член (уповноважений) фракції «Соціально-ринковий вибір».
Працював директором дочірнього підприємства «Фірма «Дайлєнко».
Член Ліберальної партії України (ЛПУ) в 1994—1997 роках. Член Політради ЛПУ (у лютому 1995—січні 1996), заступник голови виконкому ЛПУ з економічної і регіональної політики, міжнародних відносин (у січні 1996—квітні 1997).
Потім був 1-м заступником голови Трудової партії України (ТПУ), членом політвиконкому ТПУ.

## Нагороди та відзнаки
- орден «За заслуги» III ступеня (.02.1998)[1]